# Zygmunt Unrug
Zygmunt Unrug (ur. 1676 w Międzychodzie, zm. 1 maja 1732) – polski szlachcic z rodu Unrugów, dyplomata, protestant (brat czeski). Absolwent szkoły w Lesznie, następnie Uniwersytetu we Frankfurcie, prześladowany z powodów religijnych.

## Życiorys
Urodził się w 1676. Był synem Krzysztofa Unruga (1624–1689) herbu własnego, właściciela Międzychodu i Kargowej, starosty gnieźnieńskiego i wałeckiego oraz Bogumiły Jaskóleckiej herbu Zaremba. Po ojcu odziedziczył Poniec, Kawcze, Szelejewo i Zduny. Ożenił się z Beatą Szarlotą Luizą Gorzeńską herbu Nałęcz. Mieli dwóch synów: Chryzostoma Zygmunta i Krzysztofa Zygmunta (1728–1768), późniejszego generała armii koronnej.
Był pułkownikiem armii koronnej, a od 1698 starostą gnieźnieńskim. W 1705  potwierdził pacta conventa Stanisława Leszczyńskiego. Przyczynił się do detronizacji Augusta II Sasa, ujawniając jego tajne listy. W 1708 król Stanisław Leszczyński wysłał go do Berlina by wybadał nastawienie Fryderyka I do Polski i chęć ewentualnej mediacji pruskiej, między konfederacją sandomierską a zwolennikami Stanisława. Ponieważ Unrug ani nie obiecywał ustępstw terytorialnych, ani nie uznawał w imieniu RP królewskiego tytułu Fryderyka (Królestwo Prus powstało w 1701 a Rzeczpospolita go nie uznawała), spotkał się z chłodnym przyjęciem. Fryderyk nie miał zamiaru złamać sojuszy ze Szwedami z 1703 i 1707. Ostatecznie Leszczyńskiemu pomagał w mediacji ze Szwedami poseł francuski w Polsce Jean Louis d’Usson de Bonnac.

W 1715 został przez Trybunał Główny Koronny w Piotrkowie skazany na śmierć za wywód teologiczny uznany za bluźnierczy. Orzeczono następującą karę:

rękę na spalenie, język na wyrwanie tylną stroną przez kark, głowę na ścięcie mieczem.

 Chodziło o znajdujące się w jego silva rerum zdanie zacytowane z dzieł pewnego katolickiego księdza (żyjącego w XVII w.), wyrwane z kontekstu a przede wszystkim celowo przeinaczone przez oskarżyciela Andrzeja Potockiego (tryb pytający przedstawiono sędziom jako twierdzący, co w istotny sposób zmieniło sens owej myśli). Obawiając się kaźni zmuszony był uciec z kraju .
W jego obronie stanęła szlachta (zarówno dysydencka jak i część katolickiej) oraz niektórzy z katolickich biskupów, w tym nuncjusz apostolski abp Vincenzo Santini w imieniu papieża Innocentego XIII, a także Uniwersytet Paryski. Na Sejmie 1726  przy okazji rozpatrywania innych skarg przeciw Trybunałowi, uchwalono jego Korekturę, ponowiono ustawy z lat 1627 i 1638 zabraniające Trybunałowi wydawać wyroki bez oparcia ich na obowiązującym prawie (zwane vim legis sapiunt, łac. uchodzące za mające moc prawa), wyrok skazujący anulowano, jedynie sprawę jego majątku (skonfiskowanego i w części przyznanego oskarżycielowi) odłożono na przyszły Sejm (który został zerwany). Ostatecznie wyrokiem z 9 marca 1741 Trybunał oddalił pretensje oskarżycieli do tej części majątku, którą jego rodzina zdołała odzyskać .